# Xorides filiformis
Xorides filiformis là một loài tò vò trong họ Ichneumonidae.